# Firenze villamosvonal-hálózata
Firenze villamoshálózata (olaszul: Rete tranviaria di Firenze) az olaszországi Firenze városában található, jelenleg két, összesen 16,8 km hosszúságú vonalból álló villamosüzem. A hálózat 1435 mm-es nyomtávolságú, összesen 38 állomás és megálló található raja. A villamosüzemet 17 modern alacsonypadlós AnsaldoBreda villamoskocsi szolgálja ki. 2019-ben naponta átlagosan 100 000, egész évben 13 millió utast szállított.

## Története

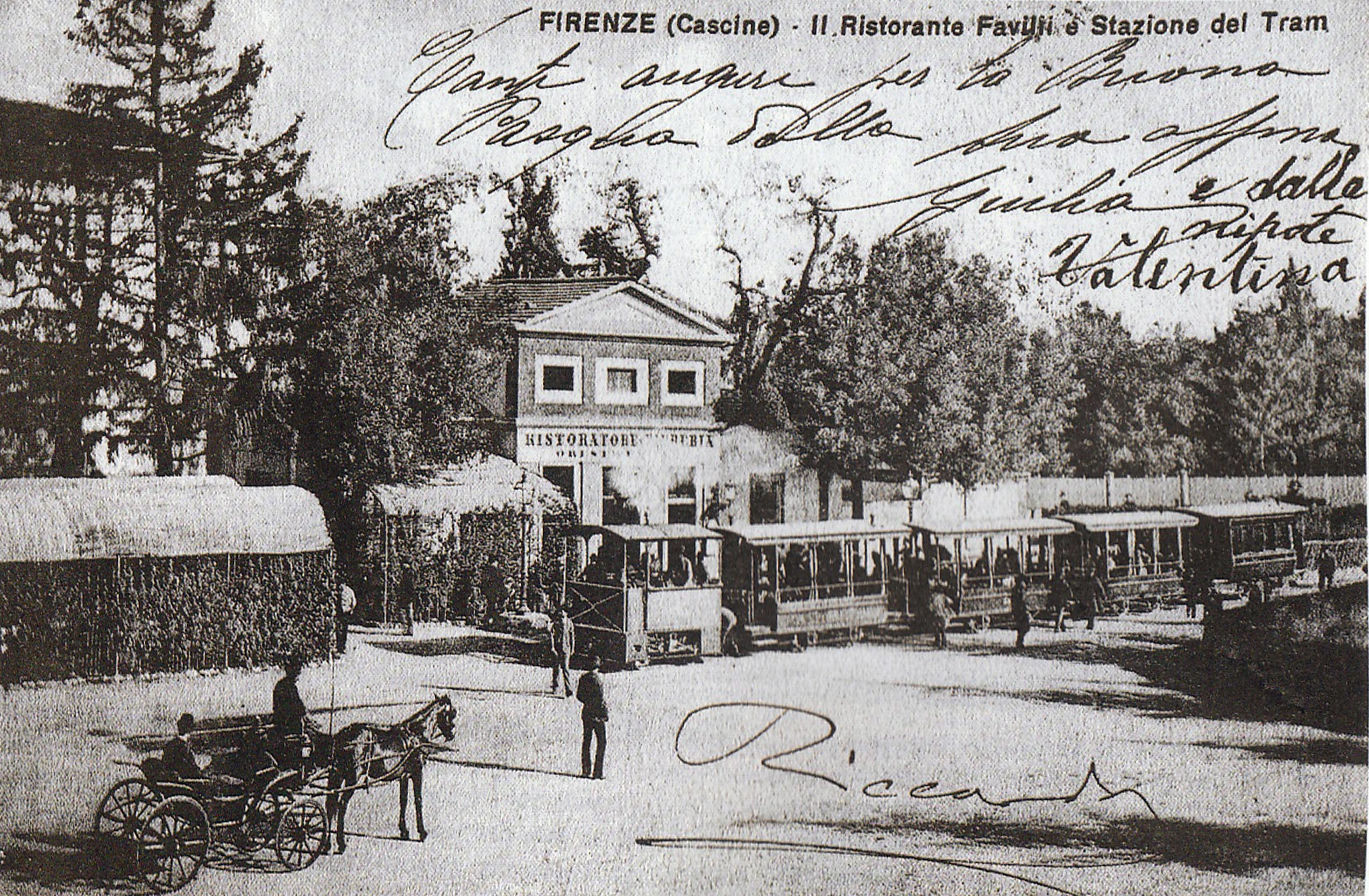
Villamos 1890-ből

A jövőbeli hálózat

Mint több más hasonló olasz nagyváros, Firenze is rendelkezett egy régi villamosüzemmel. 1879 április 5-én indult meg a lóvasúti közlekedés, majd 1898-ban ez első villamos. 1926-ban indult el a város első autóbuszjárata, 1934-ben a villamosokat üzemeltető vállalat tönkrement. A második világháború alatt a villamosvasút súlyosan megsérült és a hálózat csak 1951-ben állt helyre. A háború befejezésekor a villamosforgalmat az ATAF irányította. Néhány év elteltével azonban az infrastruktúrát túl öregnek és rossz állapotúnak ítélték, ezért a villamossal együtt véglegesen bezárták 1958. január 20-án.
Később, mint más nagyvárosok is, belátták, hogy tévedtek, ezért 2005-ben új villamosvonal építésébe kezdtek.
2005 decemberében indult meg az új, modern villamos megépítése. Az építési munkák a tervek szerint 1000 napig tartottak volna, de végül több mint 1800 nap telt el a vonal befejezéséig. Az 1-es vonalon a menetrend szerinti forgalom 2010. február 14-én indult meg.
A második vonal 2019. február 11-én nyílt meg.
A jövőben egy további vonal megépítését tervezik.

## Járművek
Az 1-es vonalon jelenleg 17 AnsaldoBreda Sirio villamos üzemel, hasonlók mint más olasz nagyvárosokban vagy a világon. A megállók 400-600 méterenként létesültek.

## Galéria

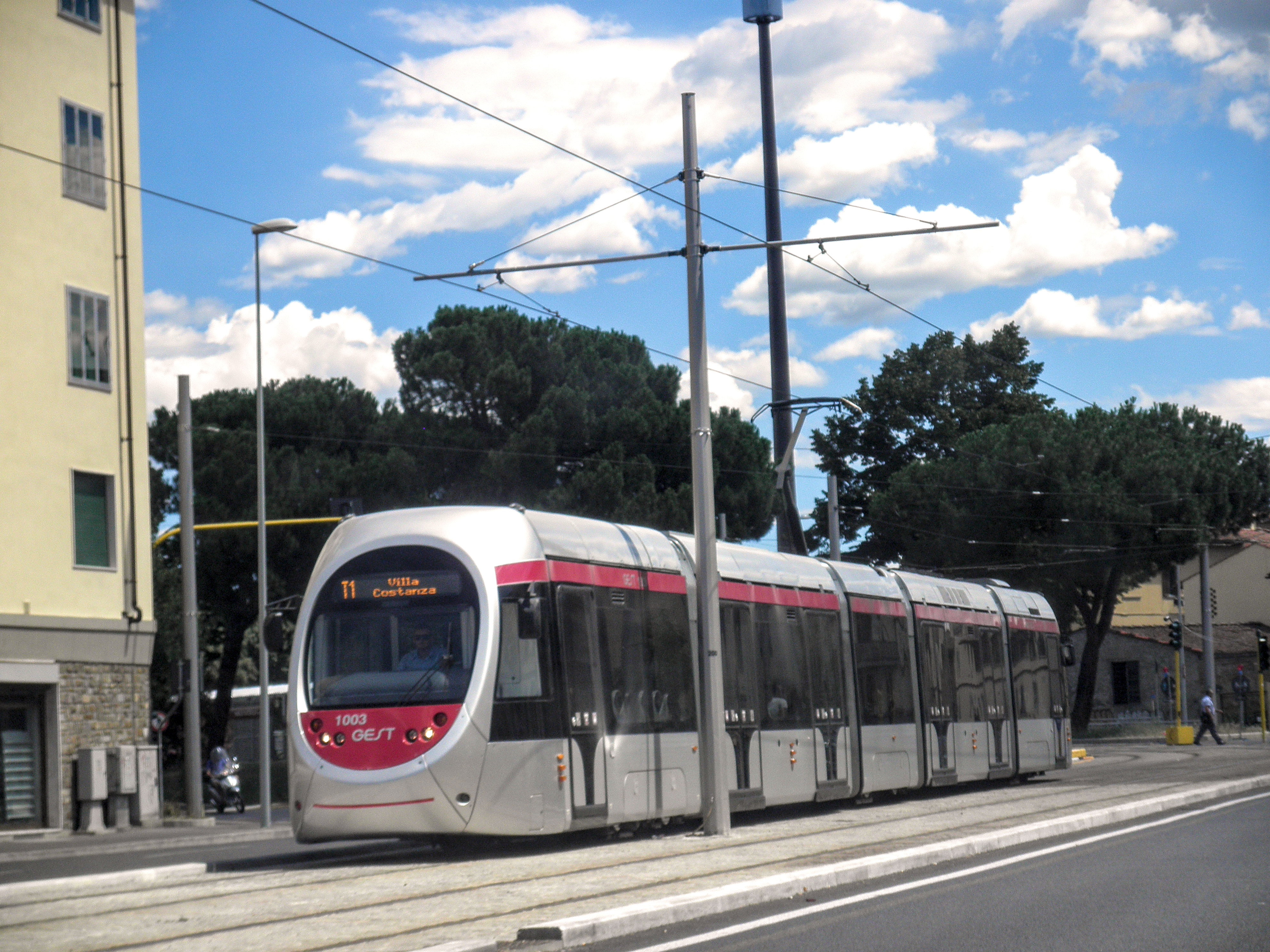
A Sirio 1003
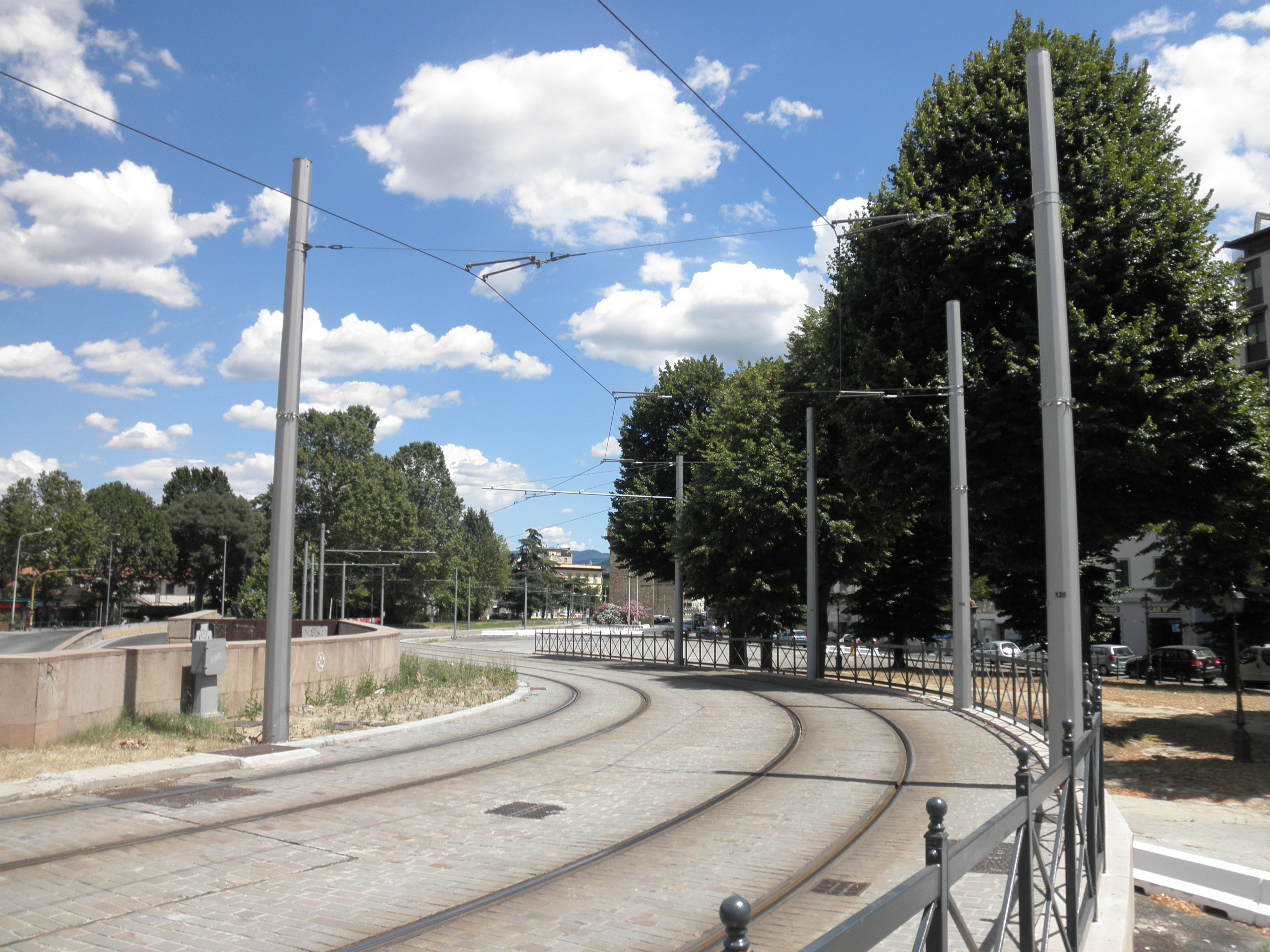
Villamos a piazza Vittorio Veneto téren
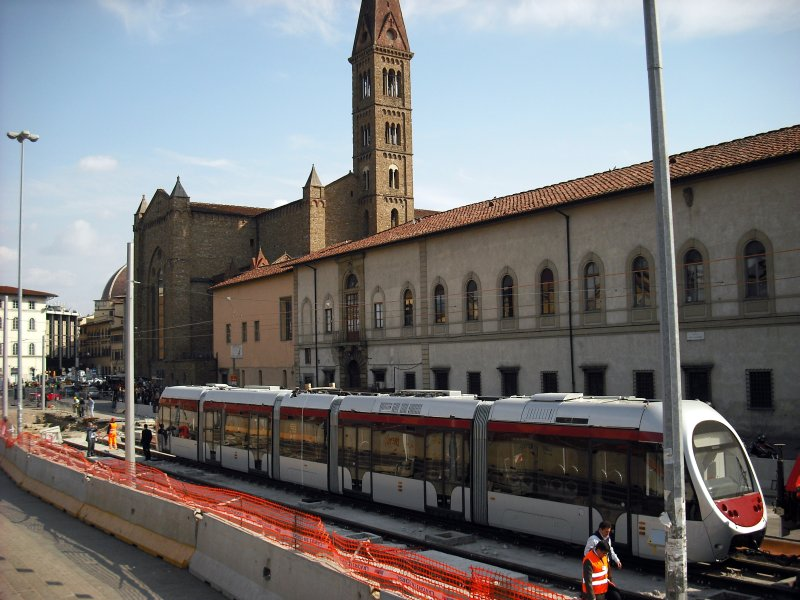
Villamos tesztüzem

## Kapcsolódó szócikk
- Olaszország villamosvonal-hálózatai